# Bebe Rexha
Bebe Rexha, właśc. Bleta Rexha (alb.: blɛta ɾɛdʒa; ur. 30 sierpnia 1989 w Nowym Jorku) – amerykańska piosenkarka i autorka tekstów pochodzenia albańskiego. Znana z utworu „Me, Myself & I” z G-Eazym oraz „Hey Mama”  Davida Guetty. Była wokalistka zespołu Black Cards.

## Życiorys
Bleta "Bebe" Rexha urodziła się na Brooklynie w Nowym Jorku w rodzinie albańskich imigrantów. Rodzice artystki pochodzą z miasta Debar leżącego obecnie na terenie dzisiejszej Macedonii Północnej. Rexha brała udział w takich musicalach jak: Jesus Christ Superstar oraz Skrzypek na dachu. Zdobyła tytuł "Best Teen Songwriter" ("Najlepszej młodzieżowej autorki tekstów") przyznawanej przez Recording Academy.
Od 2010 roku była wokalistką zespołu Black Cards założonego przez Petera Wentza, basistę zespołu Fall Out Boy. W styczniu 2012 roku zespół ogłosił, że Rexha nie jest już członkiem zespołu. W 2012 roku rozpoczęła swoją solową karierę, a w 2013 roku podpisała z wytwórnią Warner Bros. Records kontrakt na pisanie tekstów. Jako profesjonalna kompozytorka jest autorką między innymi utworu "Like a Champion" Seleny Gomez oraz współautorką hitu "The Monster" Eminema i Rihanny, początkowo nazwanego "Monster Under My Bed", który miał być jej solowym debiutem.
Piosenkarkę można usłyszeć w utworze "Take Me Home" zespołu Cash Cash, który zajął 57. miejsce na liście Billboard Hot 100 i "Hey Mama" Davida Guetty. 21 marca 2014 roku wydała swój pierwszy singiel "I Can’t Stop Drinking About You" oraz kolejno pojawiały się "I’m Gonna Show You Crazy" i "Gone" 23 grudnia tego samego roku. 12 maja 2015 roku pojawił się minialbum "I Don’t Wanna Grow Up" wydany przez Warner Bros Records. W 2017 roku wspólnie z Louisem Tomlinsonem nagrała piosenkę "Back to you".15 czerwca 2018 roku ukazał się utwór "I’m a Mess" jako pierwszy singiel z albumu.
20 listopada 2018 roku ukazał się singiel "Say My Name" z udziałem Davida Guetty i J Balvina.
15 lutego 2019 roku wydała swój nowy singiel "Last Hurrah".
31 maja 2019 roku wspólnie z The Chainsmokers  nagrała piosenkę  "Call You Mine".

## Dyskografia

### Albumy
| Rok  | Dane dot. albumu                                                                             | Pozycje na listach przebojów | Pozycje na listach przebojów | Pozycje na listach przebojów | Pozycje na listach przebojów | Pozycje na listach przebojów | Pozycje na listach przebojów | Pozycje na listach przebojów | Pozycje na listach przebojów | Certyfikat                            |
| Rok  | Dane dot. albumu                                                                             | SWE                          | AUS                          | CAN                          | GER                          | IRE                          | UK                           | US                           | NOR                          | Certyfikat                            |
| ---- | -------------------------------------------------------------------------------------------- | ---------------------------- | ---------------------------- | ---------------------------- | ---------------------------- | ---------------------------- | ---------------------------- | ---------------------------- | ---------------------------- | ------------------------------------- |
| 2018 | Expectations - Data: 22 czerwca 2018 - Wydawca: Warner Bros. - Format: CD, digital download  | 31                           | 19                           | 14                           | 55                           | 40                           | 33                           | 13                           | 37                           | - USA: złota płyta - CAN: złota płyta |
| 2021 | Better Mistakes - Data: 7 maja 2021 - Wydawca: Warner Records - Format: CD, digital download |                              |                              |                              |                              |                              |                              |                              |                              | -                                     |
| 2023 | Bebe - Data: 28 kwietnia 2023 - Wydawca: Warner Records - Format: CD, digital download       | -                            | -                            | -                            | -                            | -                            | -                            | -                            | -                            | -                                     |

### Minialbumy
| Rok  | Dane dot. albumu                                                                                                 | Pozycje na listach przebojów | Pozycje na listach przebojów | Pozycje na listach przebojów | Pozycje na listach przebojów | Pozycje na listach przebojów | Pozycje na listach przebojów |
| Rok  | Dane dot. albumu                                                                                                 | US                           | CAN                          | FIN                          | NZL                          | SWE                          | SWI                          |
| ---- | --- | ---------------------------- | ---------------------------- | ---------------------------- | ---------------------------- | ---------------------------- | ---------------------------- |
| 2015 | I Don’t Wanna Grow Up - Data: 12 maja 2015 - Wydawca: Warner Bros. Records - Format: CD, digital download        | –                            | –                            | –                            | –                            | –                            | –                            |
| 2017 | All Your Fault (Pt. 1) - Data: 17 lutego 2017 - Wydawca: Warner Bros. Records - Format: CD, digital download, LP | 51                           | 31                           | 27                           | 5                            | 54                           | 55                           |
| 2017 | All Your Fault (Pt. 2) - Data: 11 sierpnia 2017 - Wydawca: Warner Bros. Records - Format: CD, digital download   | 33                           | 30                           | –                            | –                            | –                            | –                            |

### Single
| Rok                                     | Tytuł                                                                  | Pozycja na liście | Pozycja na liście | Pozycja na liście | Pozycja na liście | Pozycja na liście | Pozycja na liście | Pozycja na liście | Certyfikat                                                                                           | Album                                   |
| Rok                                     | Tytuł                                                                  | USA               | GER               | AUT               | CHE               | CAN               | AUS               | NZL               | Certyfikat                                                                                           | Album                                   |
| --------------------------------------- | ---------------------------------------------------------------------- | ----------------- | ----------------- | ----------------- | ----------------- | ----------------- | ----------------- | ----------------- | --- | --------------------------------------- |
| 2012                                    | „Sink or Swim” (Pierce Fulton gośc. Bebe Rexha)                        | –                 | –                 | –                 | –                 | –                 | –                 | –                 | | –                                       |
| 2013                                    | „Take Me Home” (Cash Cash gośc. Bebe Rexha)                            | 57                | 86                | 63                | –                 | 52                | 7                 | 28                | - USA: platynowa płyta - AUS: platynowa płyta - CAN: złota płyta                                     | Overtime                                |
| 2014                                    | „I Can’t Stop Drinking About You”                                      | 115               | –                 | –                 | –                 | –                 | –                 | –                 | | I Don’t Wanna Grow Up                   |
| 2014                                    | „I’m Gonna Show You Crazy”                                             | –                 | –                 | –                 | –                 | –                 | –                 | –                 | - SWE: platynowa płyta                                                                               | I Don’t Wanna Grow Up                   |
| 2014                                    | „Gone”                                                                 | –                 | –                 | –                 | –                 | –                 | 87                | –                 | | –                                       |
| 2015                                    | „Hey Mama” (David Guetta, gośc. Nicki Minaj, Bebe Rexha, Afrojack)     | 8                 | 9                 | 5                 | 10                | 9                 | 5                 | 5                 | - USA: 2x platynowa płyta                                                                            | Listen                                  |
| 2015                                    | „All the Way” (Reykon, gośc. Bebe Rexha)                               | –                 | –                 | –                 | –                 | –                 | –                 | –                 | – |                                         |
| 2015                                    | „That’s How You Know” (Nico & Vinz gośc. Kid Ink, Bebe Rexha)          | 120               | 65                | 12                | –                 | –                 | 2                 | 17                | - AUS: platynowa płyta                                                                               | Cornerstone                             |
| 2015                                    | „Battle Cry” (Havana Brown gośc. Bebe Rexha, Savi)                     | –                 | –                 | –                 | –                 | –                 | 59                | –                 | | –                                       |
| 2015                                    | „Me, Myself & I” (oraz G-Eazy)                                         | 7                 | 7                 | 6                 | 11                | 9                 | 19                | 9                 | - USA: 5x platynowa płyta - POL: 4x platynowa płyta                                                  | When It's Dark Out                      |
| 2016                                    | „No Broken Hearts” (gośc. Nicki Minaj)                                 | 109               | 92                | –                 | –                 | 97                | –                 | –                 | - POL: platynowa płyta                                                                               | –                                       |
| 2016                                    | „In the Name of Love” (oraz Martin Garrix)                             | 24                | 14                | 9                 | 10                | 19                | 8                 | 8                 | - USA: 2x platynowa płyta - AUS: 2x platynowa płyta - CAN: platynowa płyta - POL: 4x platynowa płyta | –                                       |
| 2016                                    | „I Got You”                                                            | 43                | 67                | 68                | 60                | 42                | 73                | –                 | - POL: platynowa płyta                                                                               | All Your Fault: Pt. 1 i Expectations    |
| 2017                                    | „F.F.F.” (oraz G-Eazy)                                                 |                   |                   |                   |                   |                   |                   |                   | | All Your Fault: Pt. 1                   |
| 2017                                    | „The Way I Are (Dance with Somebody)” (gośc. Lil Wayne)                |                   |                   |                   |                   |                   |                   |                   | | All Your Fault: Pt. 2                   |
| 2017                                    | „Back to You” (Louis Tomlinson gośc. Bebe Rexha, Digital Farm Animals) |                   |                   |                   |                   |                   |                   |                   | - POL: złota płyta                                                                                   |                                         |
| 2017                                    | „Home” (oraz Machine Gun Kelly, X Ambassadors)                         |                   |                   |                   |                   |                   |                   |                   | - POL: złota płyta                                                                                   | Bright: The Album                       |
| 2017                                    | „Meant to Be” (oraz Florida Georgia Line)                              | 2                 | –                 | –                 | –                 | –                 | –                 | –                 | - POL: platynowa płyta                                                                               | All Your Fault: Pt. 2 oraz Expectations |
| 2018                                    | „Push Back” (oraz Ne-Yo, Stefflon Don)                                 | –                 | –                 | –                 | –                 | –                 | –                 | –                 | | Good Man                                |
| 2018                                    | „Girls” (Rita Ora, gośc. Charli XCX, Bebe Rexha, Cardi B)              | 103               |                   |                   |                   |                   |                   |                   | | Phoenix                                 |
| 2018                                    | „I’m a Mess”                                                           | 35                | –                 | –                 | –                 | –                 | –                 | –                 | - POL: 2x platynowa płyta                                                                            | Expectations                            |
| 2018                                    | „Say My Name” (oraz David Guetta, J Balvin)                            | 103               |                   |                   |                   |                   |                   |                   | - POL: 3x platynowa płyta                                                                            | 7                                       |
| 2019                                    | „Last Hurrah”                                                          | 98                | 84                | –                 | –                 | 73                | 65                | –                 | - POL: złota płyta                                                                                   | –                                       |
| 2019                                    | „Call You Mine” (The Chainsmokers, gośc. Bebe Rexha)                   | –                 | –                 | –                 | –                 | –                 | –                 | –                 | - POL: złota płyta                                                                                   | World War Joy                           |
| 2019                                    | „Harder” (oraz Jax Jones)                                              |                   |                   |                   |                   |                   |                   |                   | - POL: platynowa płyta                                                                               | Snacks EP                               |
| 2021                                    | „Sacrifice”                                                            |                   |                   |                   |                   |                   |                   |                   | - POL: złota płyta                                                                                   | Better Mistakes                         |
| 2022                                    | „I'm Good (Blue)” (oraz David Guetta)                                  |                   |                   |                   |                   |                   |                   |                   | - POL: diamentowa płyta                                                                              | Bebe                                    |
| „–” oznacza, że singel nie był notowany |                                                                        |                   |                   |                   |                   |                   |                   |                   | |                                         |

### Wyprodukowane oraz napisane utwory[45]
| Rok  | Utwór                                                | Album                          |
| ---- | ---------------------------------------------------- | ------------------------------ |
| 2009 | „As Long as I Love You” – Lee Hyori (gośc. Will Pan) | –                              |
| 2010 | „Glowing” – Nikki Williams                           | –                              |
| 2010 | „Lucifer” – Shinee                                   | Lucifer                        |
| 2011 | „Muškarac koji mrzi žene” – Jelena Karleuša          | Diva                           |
| 2012 | „Party, Fun, Love, and Radio” – We the Kings         | Party, Fun, Love, and Radio EP |
| 2012 | „Some Girls” – Madonna                               | MDNA                           |
| 2013 | „Like a Champion” – Selena Gomez                     | Stars Dance                    |
| 2013 | „The Monster” – Eminem(gośc. Rihanna)                | The Marshall Mathers LP 2      |
| 2014 | „All Hands on Deck” – Tinashe                        | Aquarius                       |
| 2014 | „Jersey” – Bella Thorne                              | Jersey                         |
| 2014 | „One More Night” – Bella Thorne                      | Jersey                         |
| 2016 | „Team” – Iggy Azalea                                 | –                              |
| 2016 | „Under You” – Nick Jonas                             | Last Year Was Complicated      |
| 2018 | „The Lucky Ones” – Logan Staats                      | The Launch Season 1 EP         |

## Trasy koncertowe
- All Your Fault Tour (2018)
- Best F*N Night Of My Life Tour (2023)

## Filmografia
| Rok  | Tytuł                   | Rola                        | Reżyser                      |
| ---- | ----------------------- | --------------------------- | ---------------------------- |
| 2017 | A Christmas Story Love! | Piosenkarka numeru otwarcia | Scott Ellis, Alex Rudzinski  |
| 2019 | UglyDolls               | Tuesday                     | Kelly Asbury                 |
| 2021 | Queenpins               | Tempe Tina                  | Aron Gaudet, Gita Pullapilly |